# Wappen der Gemeinde Pastetten
Das Wappen der Gemeinde Pastetten ist seit 1983 neben der Flagge das offizielle Hoheitszeichen der oberbayerischen Gemeinde Pastetten im Landkreis Erding in Deutschland.

## Blasonierung
„Geteilt von Gold und Rot; oben ein rot gekrönter Mohrenkopf, unten eine silberne Zinnenmauer.“

## Geschichte
Das Wappen wurde vom Fraunberger Heraldiker Carlo Borst gestaltet.
Die Regierung von Oberbayern genehmigte mit Beschluss vom 17. Oktober 1983 die Führung des Wappens durch die Gemeinde.

## Wappenbegründung
Pastetten wird bereits im 10. Jahrhundert in einer Urkunde des Bischofs Abraham von Freising erwähnt. Seit Ende des 15. Jahrhunderts ist Pastetten als Hofmark im Besitz der adeligen Familie Preysing nachweisbar. 1682 verkaufen die Preysing die Hofmark Pastetten (mit der dazugehörenden Hofmark Kopfsburg) an das Hochstift Freising. Diese historischen Beziehungen wurden im Wappen durch den Mohrenkopf aus dem Freisinger Bistumswappen und durch die silberne Zinnenmauer aus dem Wappen der Preysing festgehalten.